# Бойцун Роман
Роман Бойцун (* 14 серпня 1920, м. Золочів, тепер Львівська область — † 14 квітня 1990, м. Торонто, Канада) — діяч ОУН, командир сотні легіону «Нахтіґаль», командир чоти 201-го батальйону шуцманшафт, командир сотні дивізії «Галичина», ветеранський і громадський діяч в діаспорі.

## Життєпис
Народився 14 серпня 1920 року в місті Золочів (тепер Львівська область).
Член ОУН. У 1941 році служив сотником в батальйоні Нахтігаль. Згодом командир чоти в 201-му батальйоні шуцманшафту. 
З 1943 року в дивізії СС «Галичина», командир 4-ї сотні важких скорострілів у курені фюзилерів. Брав участь у битві під Бродами, де за проявлений героїзм був нагороджений Залізним хрестом 2-го класу.
Пройшов увесь бойовий шлях дивізії. Перебував у американському полоні. 
Після війни проживав у Австралії, був учасником створення Тимчасової Крайової Управи Братства колишніх вояків 1-ї УД УНА З 1969 року в Канаді. Був активним у громадській та ветеранській діяльності, займав посаду секретаря та скарбника Крайової Управи Братства колишніх вояків 1-ї УД УНА Канади.
Помер 14 квітня 1990 року в Торонто. Похований на Українському цвинтарі Святого Володимира міста Оквілл.

### Родина
- Марко Бойцун — син, британський економіст і політолог, історик робітничого руху і активіст соціалістичних поглядів.

## Праці
- Роман Бойцун. Фюзілерський курінь. «Вісті комбатанта».[5]
- Роман Бойцун. Легіон ДУН (Дружин Українських Націоналістів). «Вісті комбатанта».